# ラインホルト・エバーティン
ラインホルト・エバーティン（Reinhold Ebertin、1901年2月16日 - 1988年3月14日）は、有名な占星術師であるエルズベート・エバーティンの息子である。アルフレート・ヴィッテが体系化したウラニアン占星術を学んだ後に、再検討し、ハーフサム理論を構築した。ラインホルト・エバーティンは、架空天体を使用せずに従来の感受点のみを用いる方法に回帰した。